# Secret Sphere
Secret Sphere – zespół muzyczny z Włoch grający power metal, założony w 1997.

## Muzycy

### Obecny skład zespołu
- Roberto 'Ramon' Messina - śpiew
- Aldo Lonobile - gitara
- Paolo 'Paco' Giantotti - gitara
- Andrea Buratto - gitara basowa
- Antonio Agate - instrumenty klawiszowe
- Federico Pennazzato - perkusja

### Byli członkowie
- Daniel Flores - perkusja
- Dave Simeone - perkusja (2004)
- Cristiano Scagliotti - perkusja (1997-1998)
- Gianmaria Saggi - gitara (1997)
- Luca Cartasegna - perkusja (1998-2003)

## Dyskografia
- Between Story And Legend (1998) (demo)
- Mistress of the Shadowlight (1999)
- A Time Nevercome (2001)
- Scent of Human Desire (2003)
- Heart and Anger (2005)
- Sweet Blood Theory (2008)